# Dorsze (powiat Ełcki)
Dorsze (Duits: Dorschen) is een plaats in het Poolse woiwodschap Ermland-Mazurië, in het district Ełcki. De plaats maakt deel uit van de gemeente Kalinowo en telt 100 inwoners.